# Quick Escape
«Quick Escape» (укр. Швидка втеча) — пісня американського рок-гурту Pearl Jam, третій сингл з альбому Gigaton (2020).

## Історія створення
Пісня «Quick Escape» присвячена проблемам охорони довкілля, так само як і альбом Gigaton в цілому. В ній розповідається про спаплюжену планету, через що людство нібито доводиться летіти на Марс. Вокаліст Едді Веддер також критикує президента США (як на синглі «Can't Deny Me» у 2018 році), і підкреслює, що людству доводиться «шукати місце, яке ще не спотворив Трамп». Музична складова пісні близька до хард-року, з її потужними барабанами, вбивчою партією бас-гітари та гучними гітарами.
«Quick Escape» стала третім синглом з альбому Gigaton, і вийшла за два дні до його випуску — 25 березня 2020 року. Одночасно з нею гурт випустив тематичну браузерну гру, подібну до «Космічних загарбників». Сингл увійшов до американських чартів Billboard, проте не зумів піднятись навіть до тридцятки кращих хард-рокових пісень.
Музичне відео на пісню із кадрами природи вийшло одразу після релізу пісні в березні 2020 року. Двома роками пізніше, в липні 2022 року гурт опублікував повноцінне офіційне відео «Quick Escape», зняте режисером Семюелом Баєром, яке поєднувало фрагменти концертного виступу Pearl Jam, та художні кадри, пов'язані з космічним польотом.

## Місця в чартах
| Хіт-парад Billboard          | Найвища позиція |
| ---------------------------- | --------------- |
| Canada Rock                  | 50              |
| Hot Rock & Alternative Songs | 32              |
| Hot Rock Songs               | 32              |
| Станом на 16.08.2022         |                 |